# Charlie Kaufman
Charlie Kaufman, właśc. Charles Stuart Kaufman (ur. 19 listopada 1958 w Nowym Jorku) – amerykański scenarzysta, reżyser i producent filmowy. Laureat Oscara za najlepszy scenariusz oryginalny do filmu Zakochany bez pamięci (2004) Michela Gondry'ego.

## Życiorys
Jest jednym z najbardziej wpływowych i oryginalnych hollywoodzkich scenarzystów. Popularność przyniosły mu filmy zrealizowane wspólnie z reżyserem Spikiem Jonze’em: Być jak John Malkovich (1999) i obsypana nagrodami Adaptacja (2002). W pierwszym z nich, eksperymentalnej komedii, John Malkovich pastiszowo zagrał samego siebie. Bohaterem drugiego jest scenarzysta o nazwisku Charlie Kaufman (Nicolas Cage), zmagający się z niemocą twórczą i pracujący nad adaptacją książki Susan Orlean. Scenariusz (realnego) Kaufmana również jest oparty na powieści Susan Orlean. Oba scenariusze do filmów Jonze’a przyniosły mu nominację do Oscara. Statuetkę zdobył za najlepszy scenariusz oryginalny do filmu Zakochany bez pamięci (2004).
Swoje kolejne projekty scenariuszowe, zaczynając od Synekdocha, Nowy Jork (2008), również reżyserował. Jego film animowany Anomalisa (2015), zrealizowany wspólnie z Dukiem Johnsonem, został wyróżniony Wielką Nagrodą Jury na MFF w Wenecji. Tytuł ten uzyskał także nominację do Oscara za najlepszy pełnometrażowy film animowany.

## Filmografia

### Scenarzysta
- 1999: Być jak John Malkovich (Being John Malkovich)
- 2001: Wojna plemników (Human Nature)
- 2002: Adaptacja (Adaptation)
- 2002: Niebezpieczny umysł (Confessions of a Dangerous Mind)
- 2004: Zakochany bez pamięci (Eternal Sunshine of the Spotless Mind)
- 2008: Synekdocha, Nowy Jork (Synecdoche, New York)
- 2015: Anomalisa
- 2020: Może pora z tym skończyć (I’m Thinking of Ending Things)
- 2024: Orion i Ciemność (Orion and the Dark)

### Reżyser
- 2008: Synekdocha, Nowy Jork (Synecdoche, New York)
- 2015: Anomalisa
- 2020: Może pora z tym skończyć (I’m Thinking of Ending Things)